# Catena
En astrogeologia, catena (plural catenae, abr. CA) és una paraula llatina que significa «cadena» que la Unió Astronòmica Internacional (UAI) utilitza per indicar un tipus de tret superficial planetari consistent en una cadena aproximadament lineal de cràters. No correspon necessàriament a una formació geològica concreta, ja que a vegades correspon només a trets d'albedo purament visuals, però s'utilitza sovint en la topografia planetària. Alguns exemples són Alba Catena (a Mart) o Gipul Catena (a Cal·listo).
És un terme regulat per la Unió Astronòmica Internacional que en alguns casos assigna els noms de noves catenae en funció de les següents categories:
- A Ió: déus solars (ex.: Reshet Catena, a partir del déu del Sol aramaic). En general s'han reanomenat a patera.
- A Ganimedes: déus i herois del creixent fèrtil (ex.: Nanshe Catena, a partir de la deessa de les fonts i els canals, filla d'Enki).
- A Cal·listo: rius i valls de la mitologia nòrdica (ex.: Sid Catena, a partir d'un riu nòrdic).